# Ciulnița, Argeș
Ciulnița este un sat în comuna Leordeni din județul Argeș, Muntenia, România.